# MAN M2000
MAN M2000 — семейство среднетоннажных грузовых автомобилей, выпускаемых компанией MAN в период с 1996 по 2005 год.

## История
Серия «М2000» появилась весной 1996 года. Она состоит из 42 вариантов: 4*2, 4*4, 6*3 и 6*6, полной массой от 12 до 26 тонн, в составе автопоезда — до 32 тонн. С технической точки зрения она является промежуточным вариантом между сериями «L2000» и «F2000». В серии «М2000» применяются дизельные двигатели D0824 и D0826 мощностью от 155 до 280 л. с. с рядными и распределительными ТНВД типа «VE» производства «Bosch», позже появились модернизированные двигатели «D0834» и «D0836» с распределительными электронными ТНВД типа VP44» также производства «Bosch», 6-, 9- или 16- ступенчатые коробки передач, передние дисковые тормоза конструкции «Wabco/Perrot» типа «PAN 17» для колёс на 17,5 дюймов, «Knorr-Bremse» типа «SB6» для колёс 19,5 дюймов и «Lucas/Meritor» типов «D-Elsa» и «D-Elsa 2» с колёсными дисками на 22,5 дюйма. Существуют два варианта исполнения: «М2000L» (заводские индексы L70...L77, L79...L84, L86...L90, L95) с кабиной от серии «L2000», полной массой от 12 до 26 тонн, 4- и 6-цилиндровыми двигателями, колёсной формулой 4*2, 4*4, 6*3 и 6*6, и «М2000М» (заводские индексы М31...М34, М38...М44) с кабиной от серии «F2000», полной массой от 14 до 25 тонн, 6-цилиндровыми двигателями и колёсными формулами 4*2, 4*4, 6*3 и 6*6. Лёгкие серии полной массой 12; 14; 15; 18 и 20 т оснащаются кабинами от «L2000». Лёгкие развозные модели «М2000» комплектуются как 4-, так и 6-цилиндровыми двигателями мощностью 155 и 220 л. с., работающими с механическими или автоматическими коробками передач «ZF» или «Eaton».
Семейство «тяжёлых» «M2000» унифицировано с моделями «F2000». Грузовики выпускались в разных исполнениях с полной массой 12; 14; 18 и 25 т, а также комплектовались более вместительными кабинами шириной 2280 мм, которые используют и на моделях «F2000». В середине 1998 года семейство моделей «М2000» получило более мощный 6-цилиндровый 6,9-литровый двигатель мощностью 280 л. с., заменивший 260-силовой агрегат. «Тяжёлые» грузовые автомобили оснащаются только дизелями мощностью 220 и 280 л. с., которые оборудуются 6-, 9- и 16-ступенчатыми коробками передач «ZF» или «Eaton».

#### MAN M2000L
| Торговое обозначение (используется в модели) | Объём см3                        | Диаметр × ход поршня мм          | Модель двигателя MAN             | Мощность кВт (л.с.) ЭКО-Класс    | Годы производства                | Система питания                  |
| рядный четырёхцилиндровый дизель             | рядный четырёхцилиндровый дизель | рядный четырёхцилиндровый дизель | рядный четырёхцилиндровый дизель | рядный четырёхцилиндровый дизель | рядный четырёхцилиндровый дизель | рядный четырёхцилиндровый дизель |
| -------------------------------------------- | -------------------------------- | -------------------------------- | -------------------------------- | -------------------------------- | -------------------------------- | -------------------------------- |
| 12.163, 14.163                               | 4850                             | ø108 × 125                       | D 0824 LFL06                     | 114 (155) Евро-2                 | 1995–1997                        | рядный ТНВД                      |
| 12.163, 14.163                               | 4850                             | ø108 × 125                       | D 0824 LFL09                     | 114 (155) Евро-2                 | 1997–2001                        | распределительный ТНВД типа VE   |
| рядный шестицилиндровый дизель               |                                  |                                  |                                  |                                  |                                  |                                  |
| 12.224, 14.224, 18.224                       | 6871                             | ø108 × 125                       | D 0826 LFL03                     | 162 (220) Евро-2                 | 1996–1997                        | рядный ТНВД                      |
| 12.224, 14.224, 18.224                       | 6871                             | ø108 × 125                       | D 0826 LFL10                     | 162 (220) Евро-2                 | 1997–2001                        | распределительный ТНВД типа VE   |
| 14.264, 18.264                               | 6871                             | ø108 × 125                       | D 0826 LFL09                     | 191 (260) Евро-2                 | 1995–2001                        | рядный ТНВД с EDC                |
| 18.284                                       | 6871                             | ø108 × 125                       | D 0836 LFL02                     | 206 (280) Евро-2                 | 1999–2001                        | распределительный ТНВД типа VP44 |
| 26.284                                       | 6871                             | ø108 × 125                       | D 0836 LFL01                     | 206 (280) Евро-2                 | 1999–2001                        | распределительный ТНВД типа VP44 |

MAN M2000M
| Торговое обозначение (используется в модели) | Объём см3                      | Диаметр × ход поршня мм        | Модель двигателя MAN           | Мощность кВт (л.с.) ЭКО-Класс  | Годы производства              | Система питания                  |
| рядный шестицилиндровый дизель               | рядный шестицилиндровый дизель | рядный шестицилиндровый дизель | рядный шестицилиндровый дизель | рядный шестицилиндровый дизель | рядный шестицилиндровый дизель | рядный шестицилиндровый дизель   |
| -------------------------------------------- | ------------------------------ | ------------------------------ | ------------------------------ | ------------------------------ | ------------------------------ | -------------------------------- |
| 14.224, 18.224, 25.224                       | 6871                           | ø108 × 125                     | D 0826 LF15                    | 162 (220) Евро-2               | 1995–1997                      | рядный ТНВД                      |
| 14.224, 18.224, 25.224                       | 6871                           | ø108 × 125                     | D 0826 LF18                    | 162 (220) Евро-2               | 1997–2001                      | распределительный ТНВД типа VE   |
| 14.264, 18.264, 25.264                       | 6871                           | ø108 × 125                     | D 0826 LF17                    | 191 (260) Евро-2               | 1995–2001                      | рядный ТНВД с EDC                |
| 14.284, 18.284, 25.284                       | 6871                           | ø108 × 125                     | D 0836 LF01                    | 206 (280) Евро-2               | 1999–2001                      | распределительный ТНВД типа VP44 |

### MAN M2000M Evolution (2000-2005)
В конце 2000 года была представлена обновлённая серия «ME-B» или «M2000M Evolution» для шасси с заводскими индексами М31...М34, М38...М44, но во второй половине 2002 года обозначение оставили в виде букв «ME» с традиционным индексом приблизительной полной массы и мощности. Кардинальных конструкционных изменений по сравнению с доресталинговой серией не произошло, за исключением обновления гаммы шестицилиндровых двигателей типа D0836 с турбиной, интеркулером и ТНВД «Bosch» типа «VP44» с электронным управлением, мощностью 220, 245 или 280 л. с. Однако модель «ME220B» унаследовала двигатель предыдущего поколения D0826, а модель «ME280B» унаследовала двигатель D0836». Оба они стандартов Евро-2. С конца 2001 года гамма двигателей стала отвечать нормам выбросов Евро-3. Серию оснащали уже известными и отреставрированными 6-ступенчатыми механическими коробками передач «ZF» типа «Ecolite 6S-850», 16-ступенчатыми типа «Ecomid 16S-109» и 9-ступенчатыми типа «Eaton FS8209/FS8309». На заказ брали автоматические 5-ступенчатые коробки «ZF» типа «Ecomat 5HP-500/590». И ещё серию оснащали рессорной, пневматической или комбинированной подвеской, тормозной системой с передними дисковыми механизмами и типичными кабинами «М».
| Торговое обозначение (используется в модели) | Объём см3                      | Диаметр × ход поршня мм        | Модель двигателя MAN           | Мощность кВт (л.с.) ЭКО-Класс  | Годы производства              | Система питания                  |
| рядный шестицилиндровый дизель               | рядный шестицилиндровый дизель | рядный шестицилиндровый дизель | рядный шестицилиндровый дизель | рядный шестицилиндровый дизель | рядный шестицилиндровый дизель | рядный шестицилиндровый дизель   |
| -------------------------------------------- | ------------------------------ | ------------------------------ | ------------------------------ | ------------------------------ | ------------------------------ | -------------------------------- |
| ME 220 B                                     | 6871                           | ø108 × 125                     | D 0826 LF18                    | 162 (220) Евро-2               | 2000–2001                      | распределительный ТНВД типа VE   |
| ME 220 B ME 14.220, ME 18.220                | 6871                           | ø108 × 125                     | D 0836 LF04                    | 162 (220) Евро-3               | 2001–2005                      | распределительный ТНВД типа VP44 |
| ME 250 B ME 14.250, ME 18.250, ME 25.250     | 6871                           | ø108 × 125                     | D 0836 LF05                    | 180 (245) Евро-3               | 2001–2005                      | распределительный ТНВД типа VP44 |
| ME 280 B                                     | 6871                           | ø108 × 125                     | D 0836 LF01                    | 206 (280) Евро-2               | 2000–2001                      | распределительный ТНВД типа VP44 |
| ME 280 B ME 14.280, ME 18.280, ME 25.280     | 6871                           | ø108 × 125                     | D 0836 LF03                    | 206 (280) Евро-3               | 2001–2005                      | распределительный ТНВД типа VP44 |

### MAN M2000L Evolution (2000-2005)
Обновлённая серия «M2000L Evolution» для шасси с заводскими индексами L74...L77, L79...L84, L86...L90, L95 полной массой от 12 тонн получила первое обозначение «LE-B», которое также впоследствии заменили на Буквы «LE» с индексами массы и мощности. А шасси с заводскими индексами L70...L73 полной массой до 11,99 тонн отнесли к серии «LE-C», с колёсами на 17,5 дюймов, и фактически по всем признакам эти версии стали принадлежать к гамме «MAN L2000». Внешне, за счёт новой кабины, серия «LE» получила более видимые отличия от предыдущей версии, но конструкционные и технические изменения были незначительны и в части двигателей и коробок передач, что аналогично версии «ME».
| Торговое обозначение (используется в модели)                 | Объём см3                        | Диаметр × ход поршня мм          | Модель двигателя MAN             | Мощность кВт (л.с.) ЭКО-Класс    | Годы производства                | Система питания                  |
| рядный четырёхцилиндровый дизель                             | рядный четырёхцилиндровый дизель | рядный четырёхцилиндровый дизель | рядный четырёхцилиндровый дизель | рядный четырёхцилиндровый дизель | рядный четырёхцилиндровый дизель | рядный четырёхцилиндровый дизель |
| ------------------------------------------------------------ | -------------------------------- | -------------------------------- | -------------------------------- | -------------------------------- | -------------------------------- | -------------------------------- |
| LE 160 C, LE 160 B                                           | 4850                             | ø108 × 125                       | D 0824 LFL06                     | 114 (155) Евро-2                 | 2000–2001                        | рядный ТНВД                      |
| LE 180 C LE 12.180                                           | 4850                             | ø108 × 125                       | D 0834 LFL03                     | 132 (180) Евро-3                 | 2001-2005                        | распределительный ТНВД типа VP44 |
| рядный шестицилиндровый дизель                               |                                  |                                  |                                  |                                  |                                  |                                  |
| LE 220 C, LE 220 B                                           | 6871                             | ø108 × 125 мм                    | D 0826 LFL10                     | 162 (220) Евро-2                 | 2000-2001                        | распределительный ТНВД типа VE   |
| LE 220 C, LE 220 B LE 12.220, LE 14.220 LE 18.220, LE 20.220 | 6871                             | ø108 × 125 мм                    | D 0836 LFL02                     | 162 (220) Евро-3                 | 2001-2005                        | распределительный ТНВД типа VP44 |
| LE 250 B LE 12.250, LE 14.250 LE 18.250, LE 20.250           | 6871                             | ø108 × 125 мм                    | D 0836 LFL05                     | 180 (245) Евро-3                 | 2001-2005                        | распределительный ТНВД типа VP44 |
| LE 280 B LE 12.280, LE 14.280 LE 18.280, LE 20.280 LE 26.280 | 6871                             | ø108 × 125 мм                    | D 0836 LFL03                     | 206 (280) Евро-3                 | 2001-2005                        | распределительный ТНВД типа VP44 |